# Finlande aux Jeux olympiques d'été de 1960
La Finlande a participé aux Jeux olympiques d'été pour la onzième fois aux Jeux olympiques d'été de 1960 à Rome y remportant 5 médailles (1 en or, 1 en argent et 3 en bronze), se situant à la dix-septième place des nations au tableau des médailles.

## Liste des médaillés finlandais

### Médailles d'or
| Sport              | Discipline             | Sportifs    | Performance |
| Médailles d'or : 1 |                        |             |             |
| Gymnastique        | Cheval d'arçons hommes | Eugen Ekman | 19.375 pts  |

### Médailles d'argent
| Sport                  | Discipline                 | Sportifs         | Performance |
| Médailles d'argent : 1 |                            |                  |             |
| Tir                    | Pistolet feu rapide à 25 m | Pentti Linnosvuo | 587 pts     |

### Médailles de bronze
| Sport                   | Discipline           | Sportifs                    | Performance |
| Médailles de bronze : 3 |                      |                             |             |
| Athlétisme              | Saut à la perche (H) | Eeles Landström             | 4,55 m      |
| Aviron                  | Deux sans barreur    | Veli Lehtela Toimi Pitkanen |             |
| Boxe                    | Plumes - 57 kg       | Jorma Limmonen              |             |